# Крусеро Буена Виста (Сантијаго Лачигири)
Крусеро Буена Виста (шп. Crucero Buena Vista) насеље је у Мексику у савезној држави Оахака у општини Сантијаго Лачигири. Насеље се налази на надморској висини од 1380 м.

## Становништво
Према подацима из 2005. године у насељу је живело 8 становника.

### Хронологија
| Година       | 2000         | 2005 |
| ------------ | ------------ | ---- |
| Становништво | 24 (11 / 13) | 8    |

### Попис
| # | Индикатор                        | Вредност |
| - | -------------------------------- | -------- |
| 1 | Укупно појединачних домаћинстава | 1        |